# Rosenlunds sjukhus
Rosenlunds sjukhus ligger intill Ringvägen och Rosenlundsparken samt Tideliusgatan på Södermalm i Stockholms innerstad. Det byggdes år 1884 till 1887. Arkitekter var bröderna Axel och Hjalmar Kumlien. Nuvarande huvudkomplexet färdigställdes på 1970-talet med Ervin Pütsep som arkitekt.

## Historik

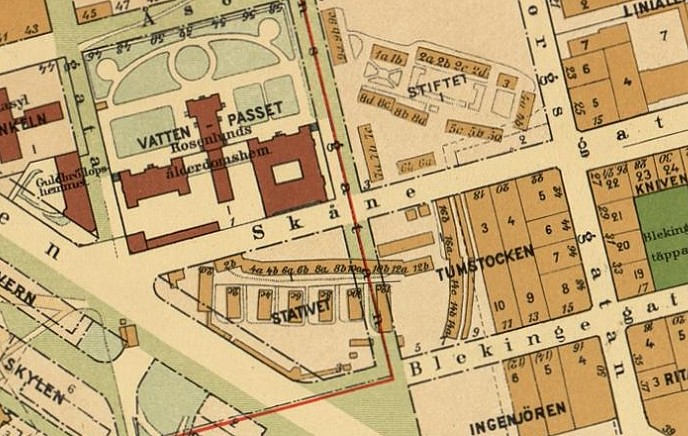
Sjukhusområdet på 1930-talet.

Rosenlunds sjukhus öppnade år 1887 som Maria Magdalena församlings och Katarina församlings gemensamma fattighus, Södra fattighuset (Södermalms fattighus), som med tiden blev Rosenlunds ålderdomshem. I början låg kyrksalen mitt i anläggningen (numera riven) och i de två symmetriska logementsbyggnaderna bodde man med femton personer i varje sal.
Genom åren har det gjorts flera tillbyggnader, bland annat 1897 och 1905, då det så kallade Katarinahuset invigdes. Då fanns det ungefär 1 160 platser på ålderdomshemmet. År 1913 byggdes Guldbröllopshemmet vid Ringvägen. Mellan 1969 och 1973 uppfördes det stora, 35 meter höga elvavåningshuset, ritat av Ervin Pütseps Arkitektkontor.
Verksamheten vid det som då kallades Rosenlunds sjukhem flyttades år 2003 till Bergsund. Idag (2009) rymmer Rosenlunds sjukhus flera olika typer av mottagningar med anknytning till hälso- och sjukvård, bland andra Rosenlunds vårdcentral, en folktandvårdsklinik och Karolinska universitetssjukhusets hörselhabilitering. Fastigheten ägs av Stockholms läns landsting och förvaltas av dess fastighetsförvaltare Locum.

## Bilder

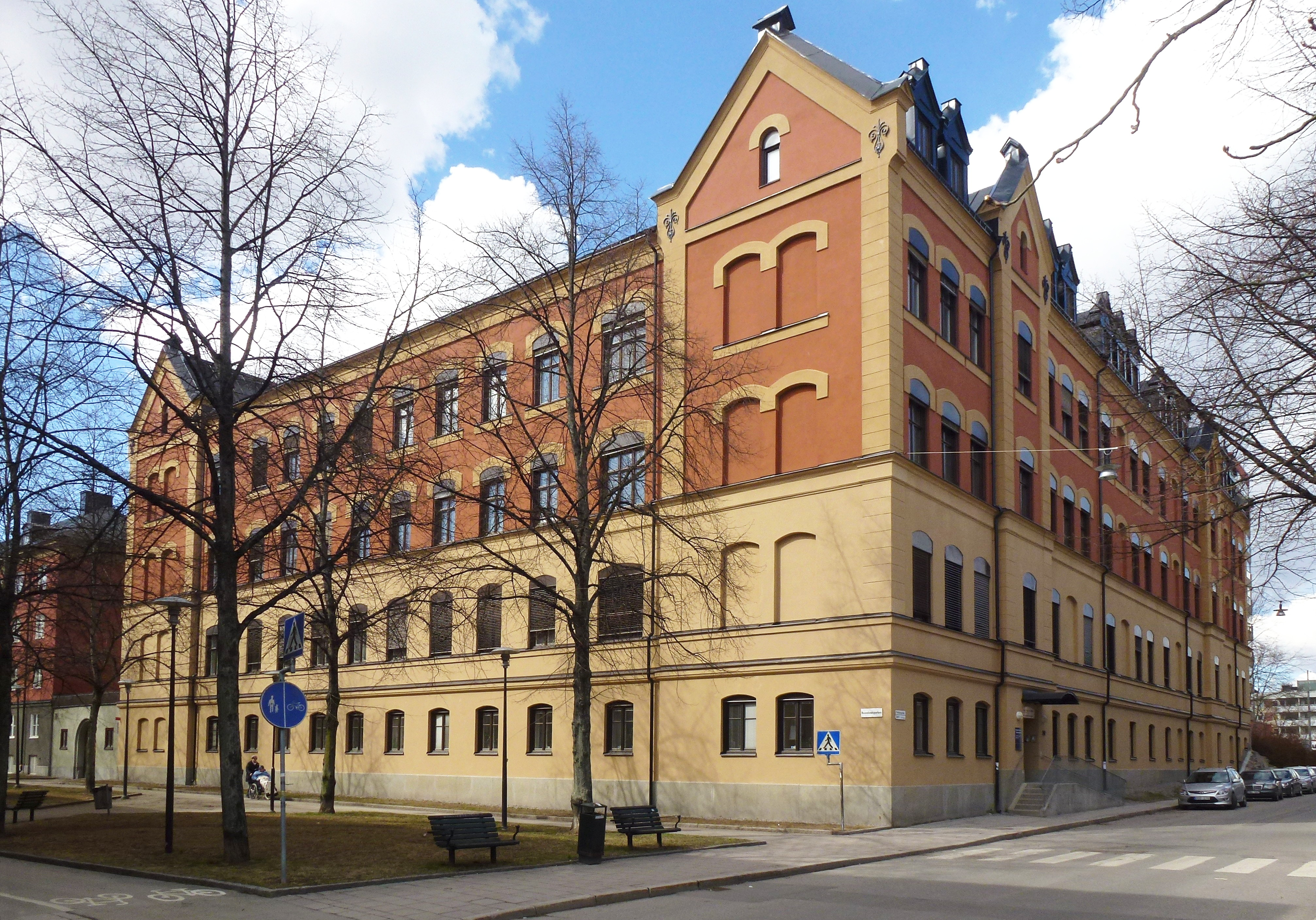
Före detta "Södra fattighuset"
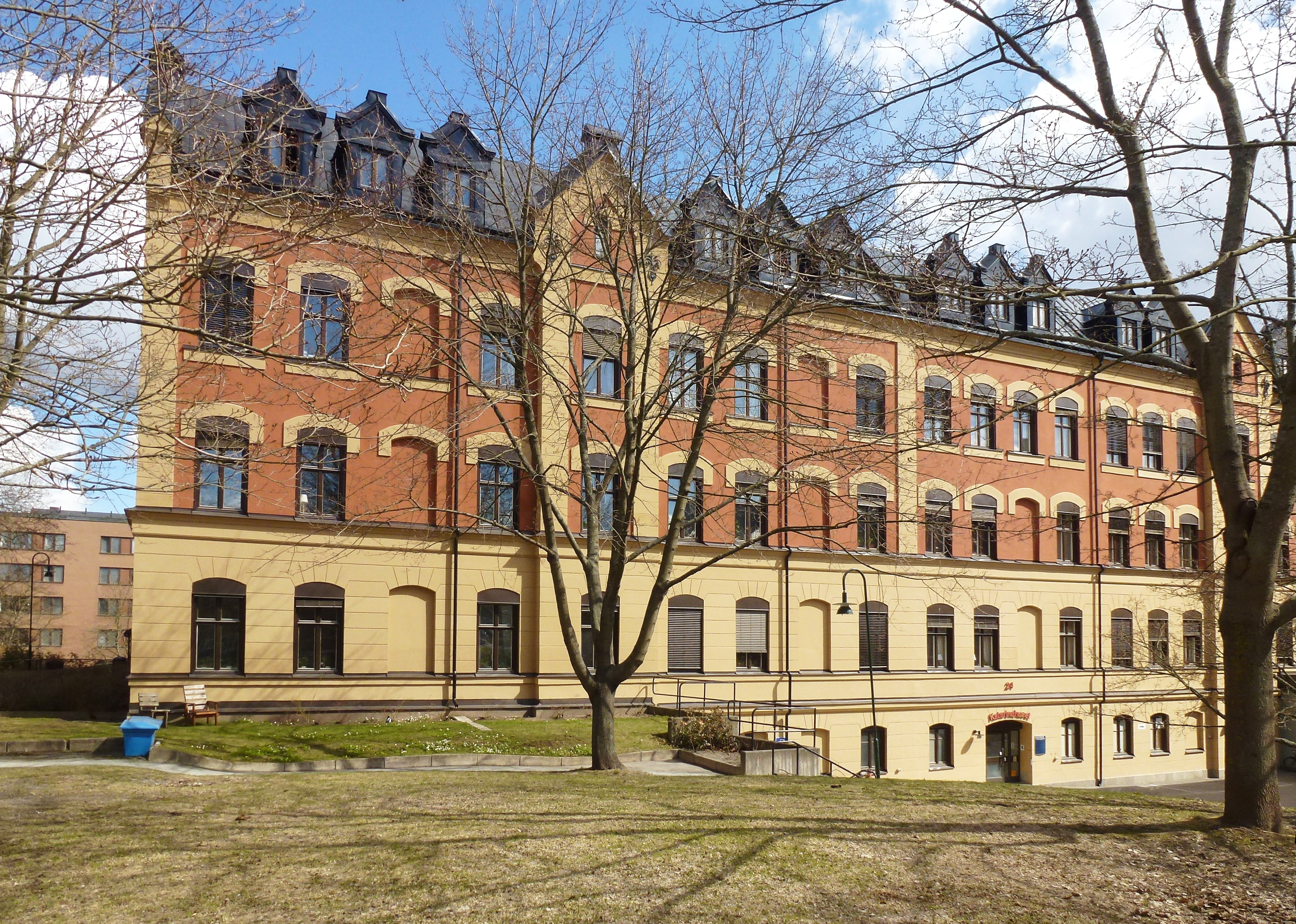
Före detta "Södra fattighuset"
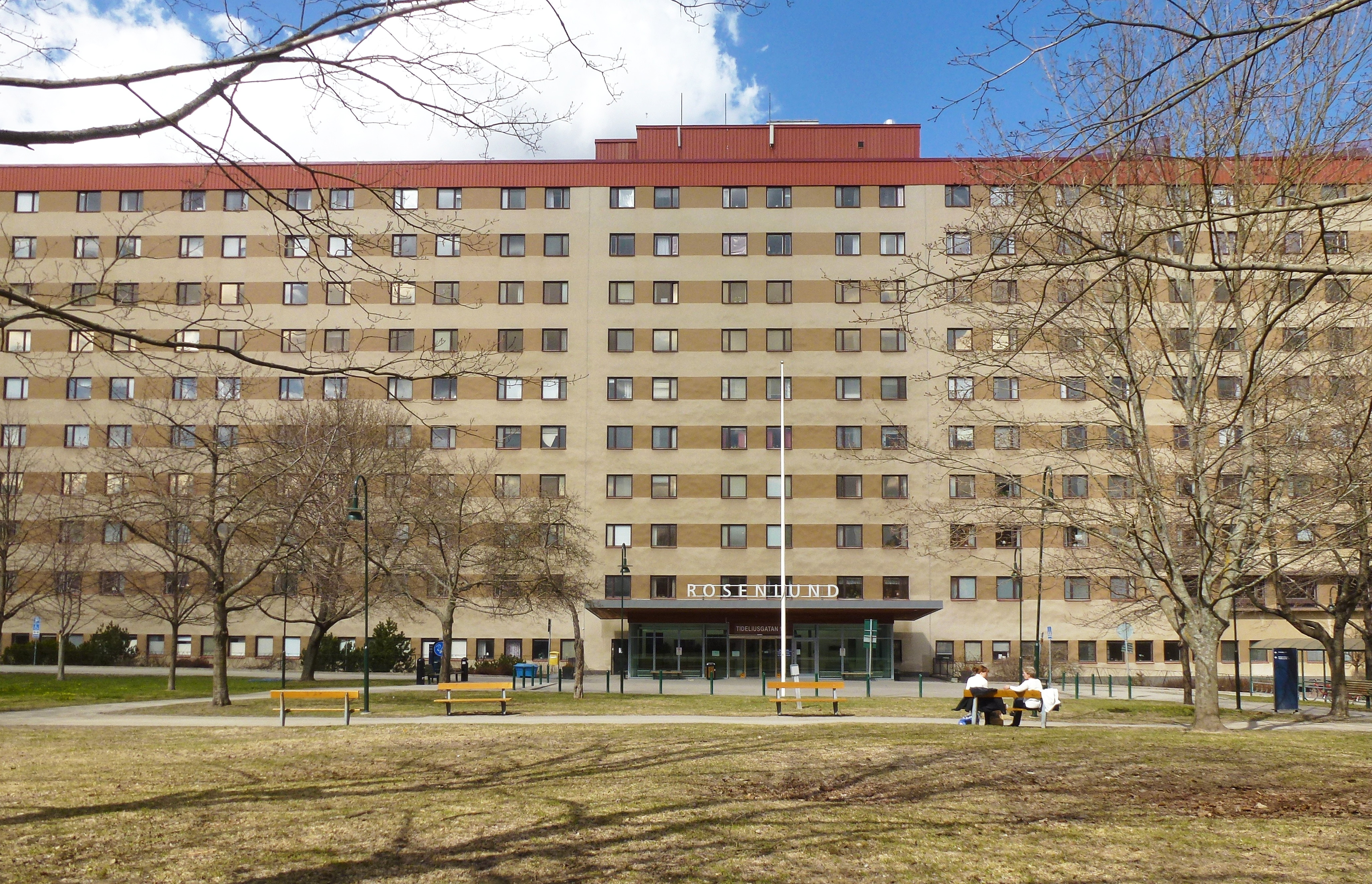
Rosenlunds sjukhus från 1973
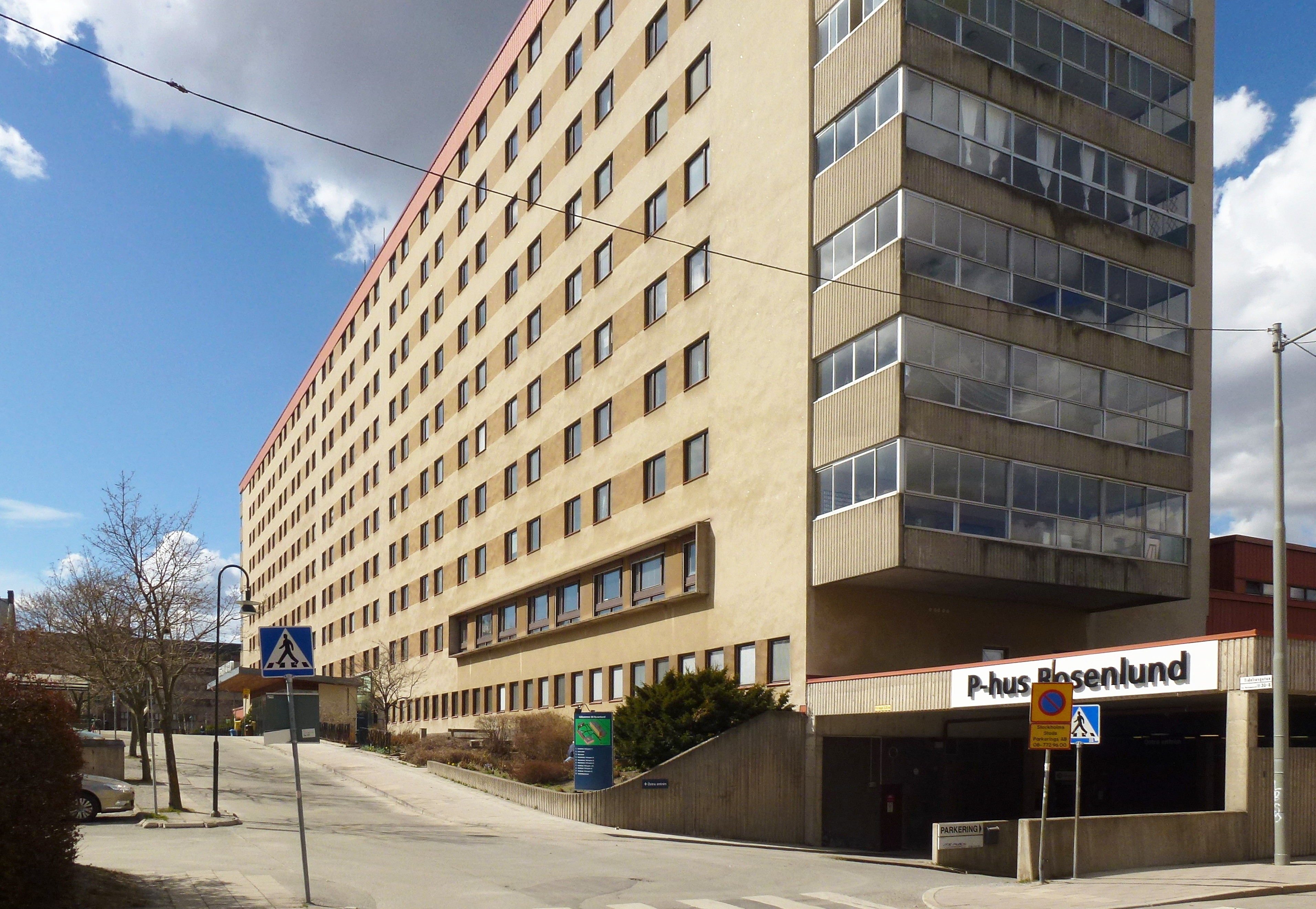
Rosenlunds sjukhus från 1973